# مستشفى المراغة المركزي
مستشفى المراغة المركزي هي مستشفي في المراغة، سوهاج، مصر.

## الوصف
تعد مستشفى المراغة المركزي أكبر مستشفى على مستوى محافظة سوهاج، وتقع على مساحة 10 آلاف و682 متر مربع، بطاقة 200 سرير، وتخدم 830 ألف نسمة بالمراغة والقرى والتابعة، وتتكون من 7 طوابق، وتشمل  أقسام "طوارئ، والأشعة، التعقيم، العيادات الخارجية، العلاج الطبيعي، الغسيل الكلوي، المعامل والمناظير، الصيدلية، النساء والتوليد، العنايات المركزة، عناية المبتسرين، والعمليات، سكن ومبيت للأطباء، الحروق".
كما تضم المستشفى مركزا لتدريب الأطباء، و30 سرير عناية مركز، بالإضافة إلى 10 أسرة عناية متوسطة، وعدد 17 حضانة، و عدد 21 جهاز غسيل كلوي، كما تضم 6 غرف عمليات، وعدد 11 غرفة إداري.